# بهرام و گلندام
بهرام و گلندام منظومه‌ای عاشقانه اثر امین‌الدین محمد صافی سبزواری است. بهرام‌شاه پی گلندام، دختر شاه چین، به آن سرزمین روانه می‌شود و جن‌هایی به نام سیفور، شماین، قمطار و قیطول را شکست می‌دهد و دیوی به نام افرع را می‌کشد. در دریا از پس نهنگ بر می‌آید. وقتی به چین می‌رسد با رقیب عشقی‌اش به نام بهزاد که شاهزاده‌ای بلغاری است درگیر می‌شود. پادشاه بلغار به کین‌خواهی مرگ فرزندش به چین لشکر می‌کشد ولی بهرام با کمک جنیان بر آن‌ها پیروز می‌شود. بهرام گلندام را خواستگاری می‌کند و وصلت سر می‌گیرد.